# Jekatierina Wierbina
Jekatierina Andriejewna Wierbina (ros. Екатерина Андреевна Вербина; ur. 28 sierpnia 2000) – rosyjska zapaśniczka startująca w stylu wolnym. 
Mistrzyni Europy w 2025. 
Wicemistrzyni świata U-23 w 2021 i mistrzyni Europy U-23 w 2021. Mistrzyni Europy juniorów w 2017 i 2019. Druga na MŚ juniorów w 2019 i trzecia w 2018.
Wicemistrzyni Rosji w 2022 i 2024; trzecia w 2023 roku.